# Nokia N8
O N8 é um smartphone da Nokia.

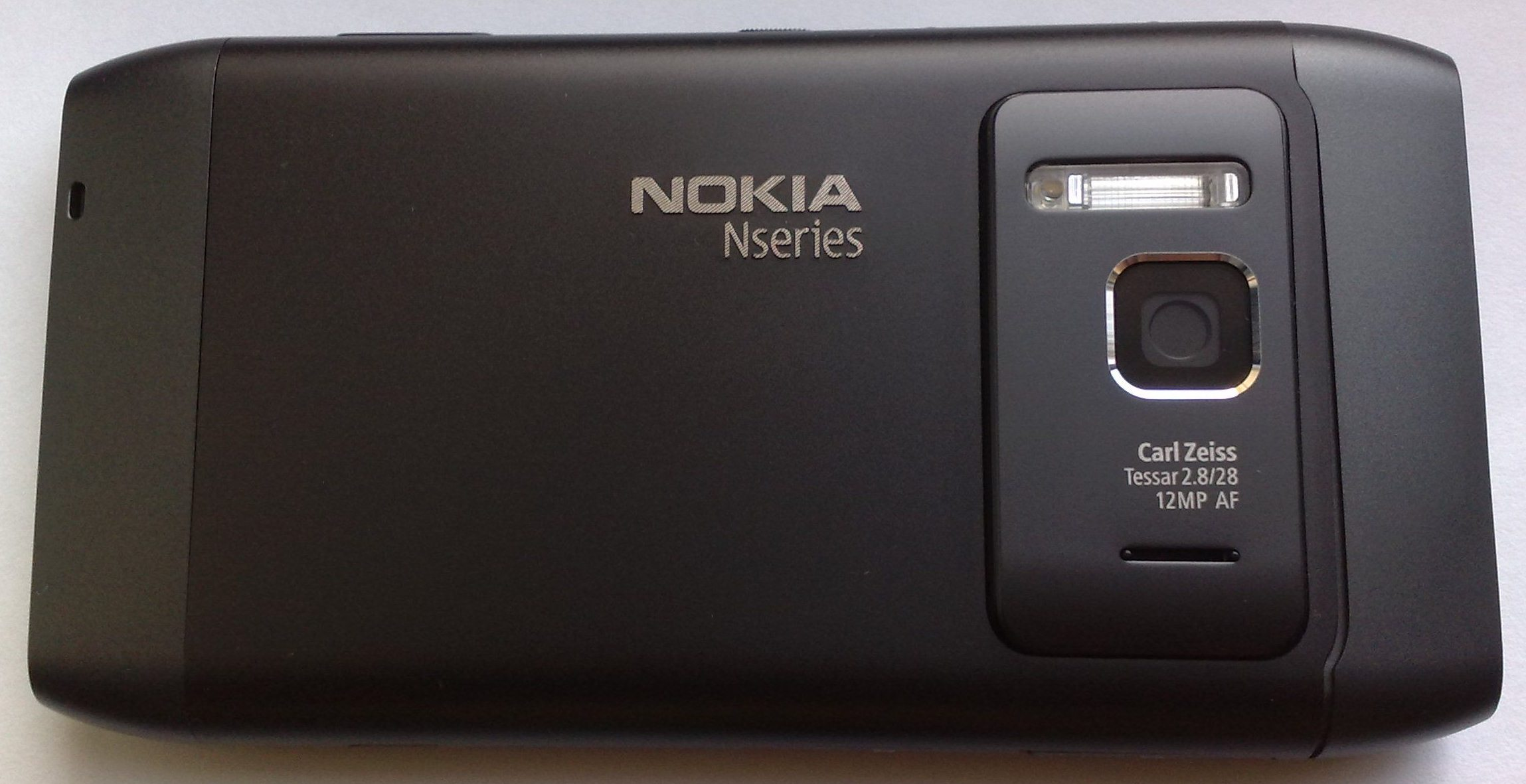

Lançado em 27 de abril de 2010, é o primeiro a utilizar o sistema operacional Symbian^3, sendo o sucessor ao N97 na linha de produtos Nokia Nseries. Dispondo de lentes Carl Zeiss e flash xenon, o N8 é o primeiro da Nokia celular com câmera a utilizar 12 megapixels de resolução, tem o tamanho do sensor da câmera de 1/1.83 ", tornando-se o maior sensor de imagem em uma câmera de telefone celular no momento de seu lançamento. A tela AMOLED apresenta de 3,5 polegadas ou 89 mm, com 360 x 640 pixels em seu ecrã/tela táctil a cores, e é o primeiro smartphone da Nokia para rodar no sistema operacional Symbian^3 com a interação toque único, com a adição de várias telas iniciais, capacidades de personalização e multi-touch. Entre suas características estão conectividade HDMI, som Dolby Digital Plus e Wi-Fi 802,11 nas bandas b/g/n. O N8, é também o primeiro aparelho a uma característica Pentaband 3.5G.
O smartphone Nokia N8 foi disponibilizado no sítio oficial da Nokia em 23 de setembro de 2010 e comercializada em mercados selecionados em 1 de outubro de 2010. Desde 23 de junho de 2010 o produto está homologado para comercialização no Brasil pela Anatel.